# Flûtes, harpes et guitares indiennes
Flutes, harpes et guitares indiennes es un disco de estudio de Los Calchakis, grabado en 1968 con el sello francés ARION, en el que el grupo recoge una serie de composiciones de instrumentación variada que incluye quenas, harpa y guitarra entre otros.

## Lista de canciones
| N.º | Título                    | Música                 | Duración |  |
| 1.  | «Antara / El sicuri»      | folklore               |          |  |
| 2.  | «Isla Sacá»               | Santiago Cortesi       |          |  |
| 3.  | «La bocina»               | Rudecindo Ingavélez    |          |  |
| 4.  | «La rosa y la espina»     | folklore               |          |  |
| 5.  | «Pago largo»              | Abel Fleury            |          |  |
| 6.  | «La huérfana»             |                        |          |  |
| 7.  | «El cari-cari»            | folklore               |          |  |
| 8.  | «La tropilla»             | Buenaventura Luna      |          |  |
| 9.  | «Perdí mi ruta»           | folklore               |          |  |
| 10. | «Cuatreando»              | folklore               |          |  |
| 11. | «Senka tankana»           | folklore               |          |  |
| 12. | «Madrecita»               | Digno García           |          |  |
| 13. | «Llamada de pastoreo»     | folklore               |          |  |
| 14. | «Concierto en la llanura» | Juan Vicente Torrealba |          |  |

## Integrantes
- Héctor Miranda
- Guillermo de la Roca
- Joel Perri (Amaru)
- Ana María Miranda (Huaÿta)
- Gonzalo Reig

- Datos: Q5863360